# 阔头深鰕虎鱼
阔头深鰕虎鱼（学名：Bathygobius cotticeps）为鰕虎鱼科深鰕虎鱼属的鱼类，俗名阔头黑虎。分布于台湾恒春等。该物种的模式产地在社会群岛。